# Colibrí ermità gorjanegre
El colibrí ermità gorjanegre (Phaethornis atrimentalis) és una espècie d'ocell de la família dels troquílids (Trochilidae) que habita zones forestals des de Colòmbia fins al nord del Perú.